# Ipimorpha obsoleta
Ipimorpha obsoleta är en fjärilsart som beskrevs av Barend J. Lempke 1965. Ipimorpha obsoleta ingår i släktet Ipimorpha och familjen nattflyn. Inga underarter finns listade i Catalogue of Life.